# Basil Filevich
Basil Filevich, auch Wasyl Felivich (* 13. Januar 1918 in Stryj, Ukraine; † 20. April 2006 in Saskatoon, Kanada) war Bischof von Saskatoon für die Griechisch-Katholische Kirche der Ukrainer in Kanada.

## Leben
Basil Filevich war eines der neun Kinder von Omelian und Anna Filevich. Seine Priesterausbildung vollendete er im Priesterseminar St. Joseph in Edmonton. Er wurde am 17. April 1942 von Erzbischof Basil Ladyka OSBM (Erzeparchie Winnipeg) zum Priester geweiht. Nach seiner Priesterweihe sammelte er seine ersten Erfahrungen von 1942 bis 1943 als Pastor in Dauphin, es schlossen sich dann bis 1951 Aufgaben in Kitchener und St. Catharines an. 1951 wurde er zum Verwaltungsleiter der Eparchie Toronto ernannt und war bis 1978 Kirchenrektor der St. Josephat Cathedral in Toronto. 1959 ernannte ihn Papst Johannes XXIII. zum  Prälaten, es folgte 1962 die Ernennung zum Generalvikar der Eparchie Toronto. 1969–1972 war er Pastor der St. Joseph Gemeinde in East Oakville. 1972 erhob ihn Großerzbischof Kardinal Jossyf Slipyj in den Rang eines Erzpriesters. Von 1978 bis 1983 bekleidete er das Pastorenamt in Thunder Bay. Am 5. Dezember 1983 wurde er von Papst Johannes Paul II. zum Nachfolger von Andrew Roborecki als Bischof von Saskatoon ernannt. Die Bischofsweihe vollzog der Erzbischof von Winnipeg Maxim Hermaniuk CSsR und die Mitkonsekratoren Bischof Isidore Borecky (Toronto) und Bischof Neil Nicholas Savaryn OSBM (Edmonton) am 27. Februar 1984. Nach seinem altersbedingten Rücktritt am 6. November 1995 war er bis zu seinem Tod am 20. April 2006 Altbischof von Saskatoon.

## Priesterweihen und Konsekrationen
Bischof Filevich weihte die späteren Bischöfe Bryan Joseph Bayda CSsR und Kenneth Nowakowski zu Priestern. Als Mitkonsekrator assistierte er bei den Bischöfen Roman Danylak (Titularbischof von Nyssa und Apostolischer Administrator von Toronto) und seinem Nachfolger im Amt Cornelius John Pasichny OSBM.